# 노부사토촌
노부사토촌(일본어: 信里村)은 일본 나가노현 사라시나군에 있던 촌이다. 현재의 나가노시에 해당한다.

## 역사
- 1889년 4월 1일 - 정촌제 시행에 의해 2촌의 구역을 확장해 성립하였다.
- 1955년 4월 1일 - 시노노이정에 편입해, 동일 노부사토촌은 폐지되었다.

## 교통

### 도로
- 국도 제19호선

## 참고문헌
- 角川日本地名大辞典 20 長野県